# Tanimbargylling
Tanimbargylling (Oriolus decipiens) är en fågel i familjen gyllingar inom ordningen tättingar.

## Utbredning och systematik
Fågeln förekommer enbart i Tanimbaröarna. Tidigare betraktades den som en underart till O. bouroensis och vissa gör det fortfarande.

## Status
Arten har ett begränsat utbredningsområde men beståndet anses vara stabilt. Internationella naturvårdsunionen IUCN listar den därför som livskraftig (LC). Populationen uppskattas till mellan 75 000 och 150 000 vuxna individer.